# Sistrurus tergeminus
Sistrurus tergeminus är en ormart som beskrevs av Thomas Say 1823. Den ingår i släktet dvärgskallerormar och familjen huggormar. Arten förekommer i sydvästra USA.

## Beskrivning
Ormen har en grå till ljusbrun grundfärg, som ofta är ljusare nära ryggraden, och kan mörkna till rödbrunt längs sidorna. Längs ryggen har den 27 till 41 mörkbruna fläckar, medan den på sidorna har tre rader av rödbruna till mörkbruna fläckar, mer otydliga än de längs ryggen. Buken är ofta enfärgat ljusgrå, ljusbrun eller beige. Huvudet är litet och har en mörkbrun, lyrformad markering, samt en mörkbrun strimma med vit, nedre kant genom ögat. Svansen har 3 till 11 mörka tvärband, och skallran är liten och mörkbrun. Arten är mycket liten, med en längd på högst 54 cm från nosspets till kloak (motsvarande en totallängd på 59 cm). Oftast är individerna betydligt mindre, med en längd från nos till kloak på 30 till 40 cm. Högsta rapporterade vikt är 112 g.

## Taxonomi
Arten betraktades tidigare som en underart till Sistrurus catenatus med namnet Sistrurus catenatus tergeminus, men på grund av en undersökning 2015 som påvisade en bristande genetisk överensstämmelse med denna art och Sistrurus catenatus har den västliga förekomsten av den senare (väster om Mississippi) omklassificerats som en egen art, Sistrurus tergeminus.

### Underarter
Arten har två underarter:
- Sistrurus tergeminus tergeminus (Say i James, 1823)
- Sistrurus tergeminus edwardsii (Baird och Girard, 1853)

## Utbredning
Utbredningsområdet sträcker sig från sydöstra Arizona norrut genom sydöstra Colorado och centrala Oklahoma till östra Kansas och sydöstra Nebraska.

## Ekologi
Habitatet utgörs framför allt av olika gräsmarker, som gräsbevuxen halvöken, gräs- och buskbevuxna sanddyner, prärier och ängar, men även blandbiotoper med skog (gärna ek) och gräsmarker samt våtmarker. Arten är främst aktiv under april till oktober, och då speciellt under sommarregnen. Födan består till stor del av ödlor, men den tar även gnagare och leddjur som enkelfotingar. I mindre utsträckning kan den även äta groddjur och andra ormar. Giftet är mycket potent, men på grund av den ringa mängd gift arten injekterar anses det inte dödligt för människor. Det är emellertid synnerligen smärtsamt.